# 華西街台南擔仔麵

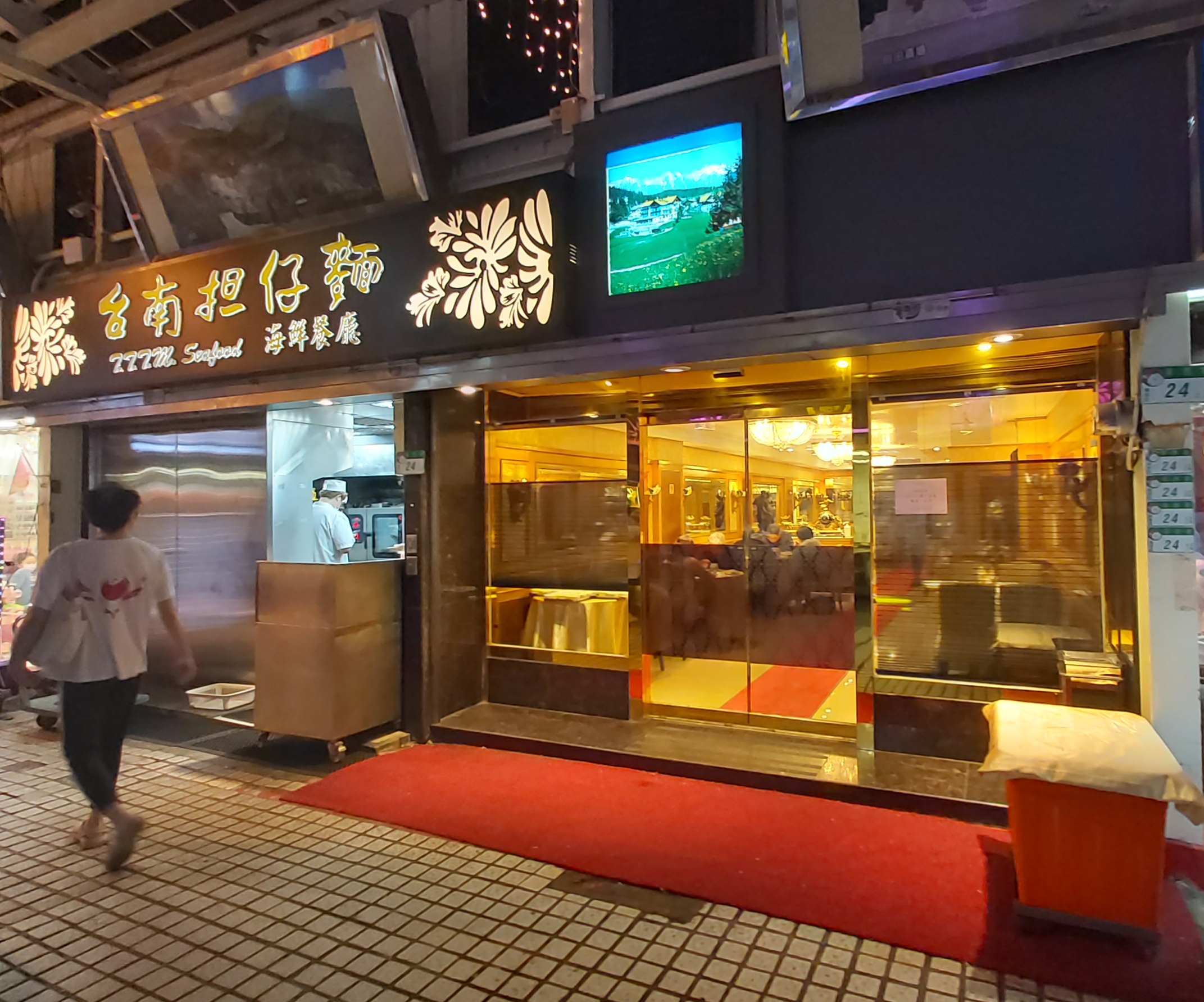
華西街24-3號店址

華西街台南担仔麵海鮮餐廳，是位於台灣台北市萬華區華西街夜市中，成立於1958年的台式海鮮餐廳，因店面的裝潢陳設與使用的餐具、器皿洋溢濃烈的歐洲宮廷富麗風格，被稱為「華西街凡爾賽宮」或「夜市羅浮宮」。

## 沿革概要

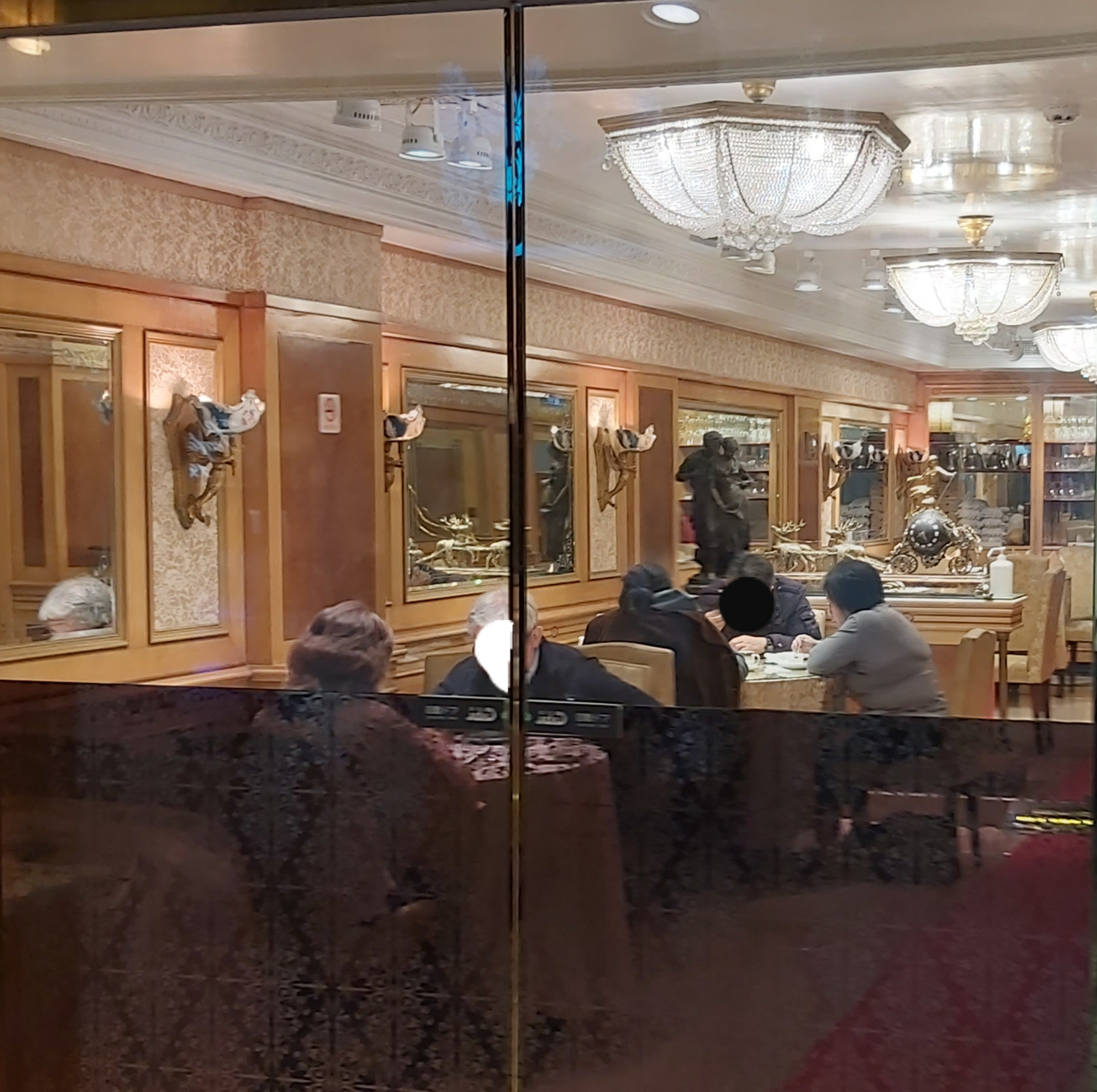
餐廳室內

該店創辦人許穆生1934年於台南出生，婚後在故里台南從事雨傘業、煤炭中盤商失敗後，1956年留下嬌妻隻身北上謀生，一開始賣香腸，但因生意不佳旋即改賣擔仔麵，隔年妻子史芒花與稚子北上相隨。1958年，25歲時在台北市萬華落腳經營流動麵攤，長達三年的時間每天推著麵攤賣麵，經常順著淡水河到迪化街沿途叫賣，期間經常被警察驅趕而躲藏於華西街的電線桿後，從此與店舖現址的電線桿結緣，1961年在華西街31號址設置固定攤位。1975年累積財富後，許穆生買下華西街31號為店面，並返鄉在台南投資開設鐘錶機芯工廠「永鎮企業」。1978年至1987年間，許穆生耗資自歐洲引進西班牙百年壁櫃、義大利水晶燈、古典餐桌椅，採購英國骨瓷品牌「威治伍德」和法國銀器品牌「昆庭」供客人使用，透過金、銀、紅等奢華色調妝點細膩紋飾並採用烤漆金屬、雕花壁紙等建材裝潢餐廳室內空間。1987年，華西街觀光夜市成立，許穆生為華西街觀光夜市自治會會長，到日本考察淺草寺商店街後回國與台北市府合作推動華西街成為台灣第一座觀光夜市。該店因獨特風格成為華西街內的「風景名勝」，貴客雲集，晚年由侄子許文鍵經營，後由長女許惠美帶領團隊營運。2006年，許穆生之子許文聰因欠債盜用餐廳印章簽本票借新台幣200萬元，後因付不出錢挨告。2022年2月22日，許穆生辭世，享耆壽90歲，同年3月12日舉辦告別式。

## 與頂鮮的糾葛
許穆生的三女婿周文保原先為該店洗碗工，之後轉為跑堂、外場，後來周文保意圖打造個人的兩岸餐飲王國，打著「台南擔仔麵」旗號在板橋、台中、高雄、上海等地開店，2010年與在台南經營餐廳的「東東集團」董事長李日東合資創立「頂鮮101公司」，在台北101大樓86樓開設「頂鮮101美食美景餐廳」，華西街擔仔麵出面切割、否認與該店有任何關係。2018年，周文保因投資光電事業負債，傳聞欠下新台幣10億元債務逃亡，同年5月23日下午17時許，約30名黑衣人闖入華西街店內要找該店創辦人女婿出面協調債務，更拿出一張新台幣1100萬元的支票表示該支票已跳票，要創辦人出面解決女婿債務，店家擔心黑道再度上門滋事，事後也向警方備案，也再度澄清「周文保跟華西街台南擔仔麵無關」。2022年1月31日，頂鮮台南擔仔麵台北101店因租賃契約到期結束營運。

## 外部連結
- 華西街台南擔仔麵官網
- 華西街台南擔仔麵的Facebook專頁
- 華西街台南擔仔麵的Instagram帳戶